# Jonathan Sanger
Jonathan Sanger (* 21. April 1944 in Brooklyn, New York) ist ein US-amerikanischer Filmproduzent, Filmregisseur und Theaterproduzent.

## Leben
Sanger besuchte die University of Pennsylvania, wo er Film an der Annenberg School of Communications studierte. Danach schloss er sich dem Friedenscorps an. Mitte der 1970er Jahre konnte er im Filmgeschäft Fuß fassen, zunächst im Filmstab in der Regieassistenz und der Aufnahmeleitung. Er arbeitete 1977 bei Höhenkoller erstmals mit Mel Brooks. Brooks war es auch, der ihn  bei der Produktion seines ersten Films als Produzent, Der Elefantenmensch, maßgeblich finanziell durch seine Firma Brooksfilms unterstützte. Das Drama von David Lynch war für acht Oscars nominiert, darunter als Bester Film. Während der Oscar im Jahr 1981 an Die Stunde des Siegers ging, konnte er den BAFTA Film Award gewinnen. Bis 2005 entstanden einige weitere gemeinsame Produktionen von Sanger und Brooks, darunter The Producers. Für den Kurzfilm Ray’s Male Heterosexual Dance Hall erhielt Sanger 1988 den Oscar in der Kategorie Bester Kurzfilm. Zu weiteren bekannten Hollywoodproduktionen Sangers zählen The Others, Vanilla Sky und Mission: Impossible II. Als Filmregisseur trat er nur einmal in Erscheinung, 1985 inszenierte er den Weltkriegs-Actionfilm Codename: Emerald mit Ed Harris, Max von Sydow und Horst Buchholz in den Hauptrollen. Von Mitte der 1980er bis Mitte der 1990er Jahre führte er Regie bei verschiedenen Fernsehproduktionen, unter anderem Episoden von Twin Peaks und SeaQuest. Ab 2010 war er auch als Broadwayproduzent tätig.

## Filmografie (Auswahl)
- 1977: Mel Brooks’ Höhenkoller (High Anxiety)
- 1978: Das große Dings bei Brinks (The Brink’s Job)
- 1980: Der Elefantenmensch (The Elephant Man)
- 1985: Codename: Emerald (Code Name: Emerald)
- 1986: Der Flug des Navigators (Flight of the Navigator)
- 1987: Ray’s Male Heterosexual Dance Hall
- 1993: Das Kartenhaus (House of Cards)
- 2000: Mission: Impossible II
- 2001: Vanilla Sky
- 2005: The Producers
- 2017: Marshall
- 2024: Die Gesandte des Papstes (Cabrini)

## Broadway
- 2010: Million Dollar Quartet
- 2011: Baby It’s You!

## Auszeichnungen (Auswahl)
- 1981: BAFTA Film Award in der Kategorie Bester Film für Der Elefantenmensch
- 1981: Oscar-Nominierung in der Kategorie Bester Film für Der Elefantenmensch
- 1988: Oscar in der Kategorie Bester Kurzfilm für Ray’s Male Heterosexual Dance Hall